# キルヤト・モツキン
キルヤト・モツキン（ヘブライ語: קִרְיַת מוֹצְקִין‎、Kiryat Motzkin/Qiryat Motzkin）は、イスラエルの都市。ハイファ地区に属し、ハイファの北8kmの海岸地帯に位置する。2007年当時の人口は約39,600人。町の名前は「モツキンの町」を意味し、ロシアのシオニスト指導者であるレオ・モツキンに由来する。

## 歴史
1934年にハイファ近郊の労働者の居住地区として、ハイファ中産階級組織によって建設された。1976年に市制が施行される。初期の町には庭付きの一戸建ての住宅が多く立ち並んでいたが、次第に大型の集合住宅が増加していった。

## 経済
ハイファ湾岸地域の商業の中心地となっており、町には多くの中小規模の工場が建つ。また、イスラエル国内では、キルヤト・モツキンは福祉が充実している町としても知られている。2000年代初頭には、野外劇場と大規模な動物園を有するハイ・パークが建設された。

## 人口
イスラエル中央統計局の調査によると、キルヤト・モツキンの住民はユダヤ系の民族とその他の非アラブ系の民族で構成されている。建設当初の居住者は、主に東ヨーロッパからの移住者で占められていた。近年はロシア国籍を有する様々な民族とエチオピアからの移民が増加し、急速に町に同化している。男性は約18,800人と女性は約20,900人、2006年度の人口増加率は-0.1%だった。

## 姉妹都市
- タコマ（1979年 - ）、アメリカ合衆国[5]
- オーランド（2006年 - ）、アメリカ合衆国
- ニーレジハーザ、ハンガリー
- 開封市、中国
- バート・ゼーゲベルク、ドイツ
- バート・クロイツナハ、ドイツ
- ハース・ベルゲ、ドイツ